# Баран Галина Василівна
Галина Василівна Барáн (нар. 1 квітня 1967, с. Палашівка, Україна) — українська майстриня художньої вишивки. Дочка Анни Баран. Член Національної спілки майстрів народного мистецтва України (1997).

## Життєпис
Галина Василівна Баран народилася 1 квітня 1967 року в селі Палашівка Чортківського району Тернопільської області України.
Закінчила Сєвєродонецьке училище (1984, нині Луганська область).
Мистецтва вишивання навчилися у матері. Учасниця всеукраїнських та обласних художніх виставок.

## Доробок
Серед творчості: рушники, дитячі і чоловічі сорочки, жіночі блузки, серветки, скатертини.